# Biskupi rożnawscy

## Ordynariusze
| L.p. | Imię i nazwisko     | Lata      | Informacje dodatkowe     |
| ---- | ------------------- | --------- | ------------------------ |
| 1    | Anton Révay         | 1776–1780 | biskup                   |
| 2    | Anton Andrássy      | 1780–1799 | biskup                   |
| 3    | František Szányi    | 1801–1810 | biskup                   |
| 4    | Ladislav Eszterházy | 1810–1824 | biskup                   |
| 5    | František Lajčák    | 1825–1827 | biskup                   |
| 6    | János Scitovszky    | 1828–1839 | biskup                   |
| 7    | Dominik Zichy       | 1840–1842 | biskup                   |
| 8    | Vojtech Bartakovič  | 1844–1850 | biskup                   |
| 9    | Štefan Kollárčik    | 1850–1869 | biskup                   |
| 10   | Juraj Schopper      | 1872–1895 | biskup                   |
| 11   | Ján Ivánkovič       | 1896–1904 | biskup                   |
| 12   | Lajos Balás         | 1905–1920 | biskup                   |
| *    | Jozef Čársky        | 1925–1925 | administrator apostolski |
| 13   | Michal Bubnič       | 1925–1945 | biskup                   |
| *    | Róbert Pobožný      | 1949–1972 | administrator apostolski |
| 14   | Eduard Kojnok       | 1990–2008 | biskup                   |
| 15   | Vladimír Filo       | 2008–2015 | biskup                   |
| 16   | Stanislav Stolárik  | od 2015   | biskup                   |

## Biskupi pomocniczy
| L.p. | Imię i nazwisko | Lata      | Informacje dodatkowe                 |
| ---- | --------------- | --------- | ------------------------------------ |
| 1    | Jozef Vibe      | 1856–1866 | biskup tytularny Alii                |
| 2    | Vladimír Filo   | 1990–2008 | biskup tytularny Thucca w Mauretanii |